# Bliesen
Cet article possède un paronyme, voir Blies (homonymie).
Bliesen est un stadtteil de Saint-Wendel en Sarre.

## Histoire
Ancienne commune indépendante avant le 1er janvier 1974.

## Jumelage
La commune est jumelée avec la commune française de Saint-Cyr-en-Val (Loiret).

## Lieux et monuments

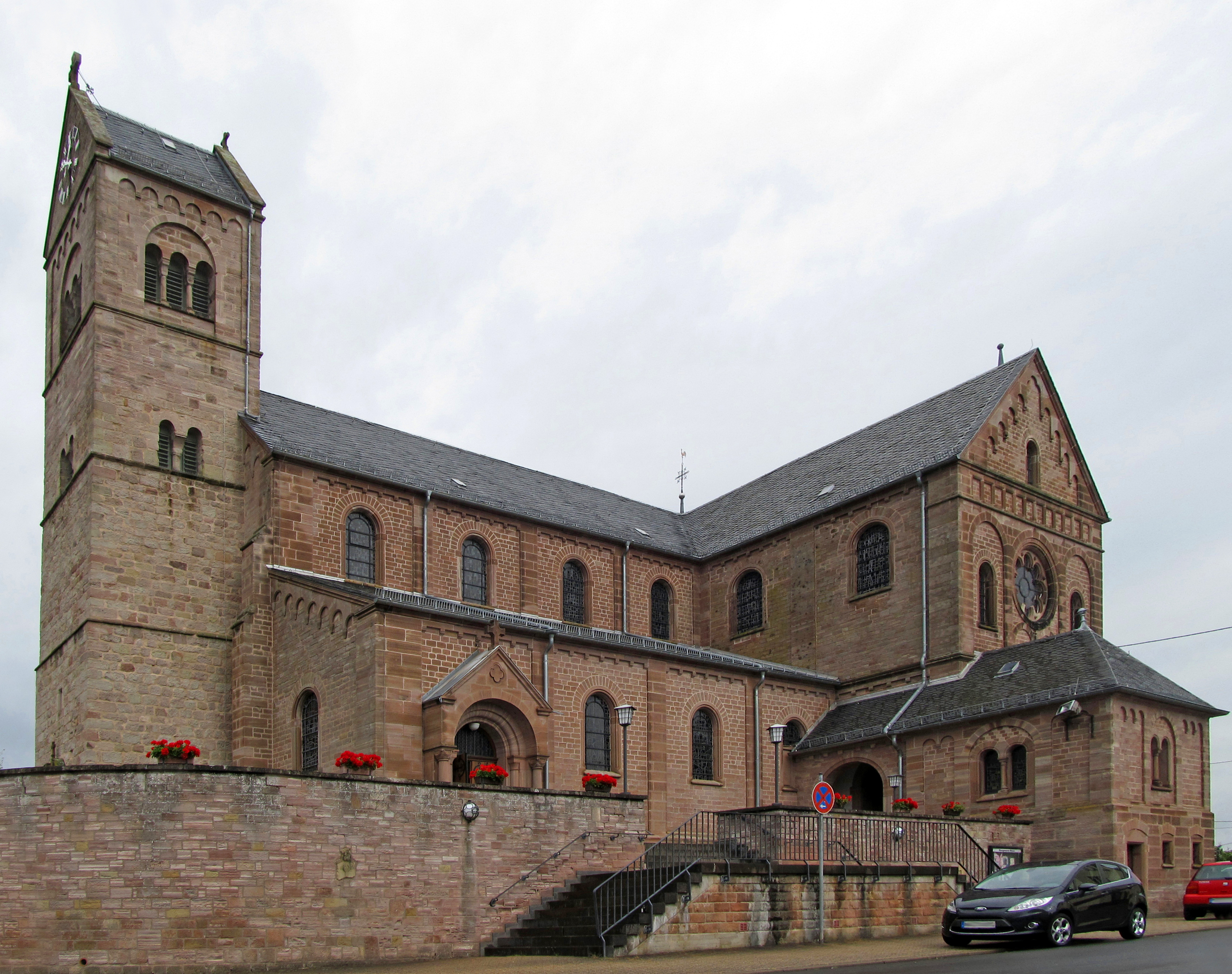
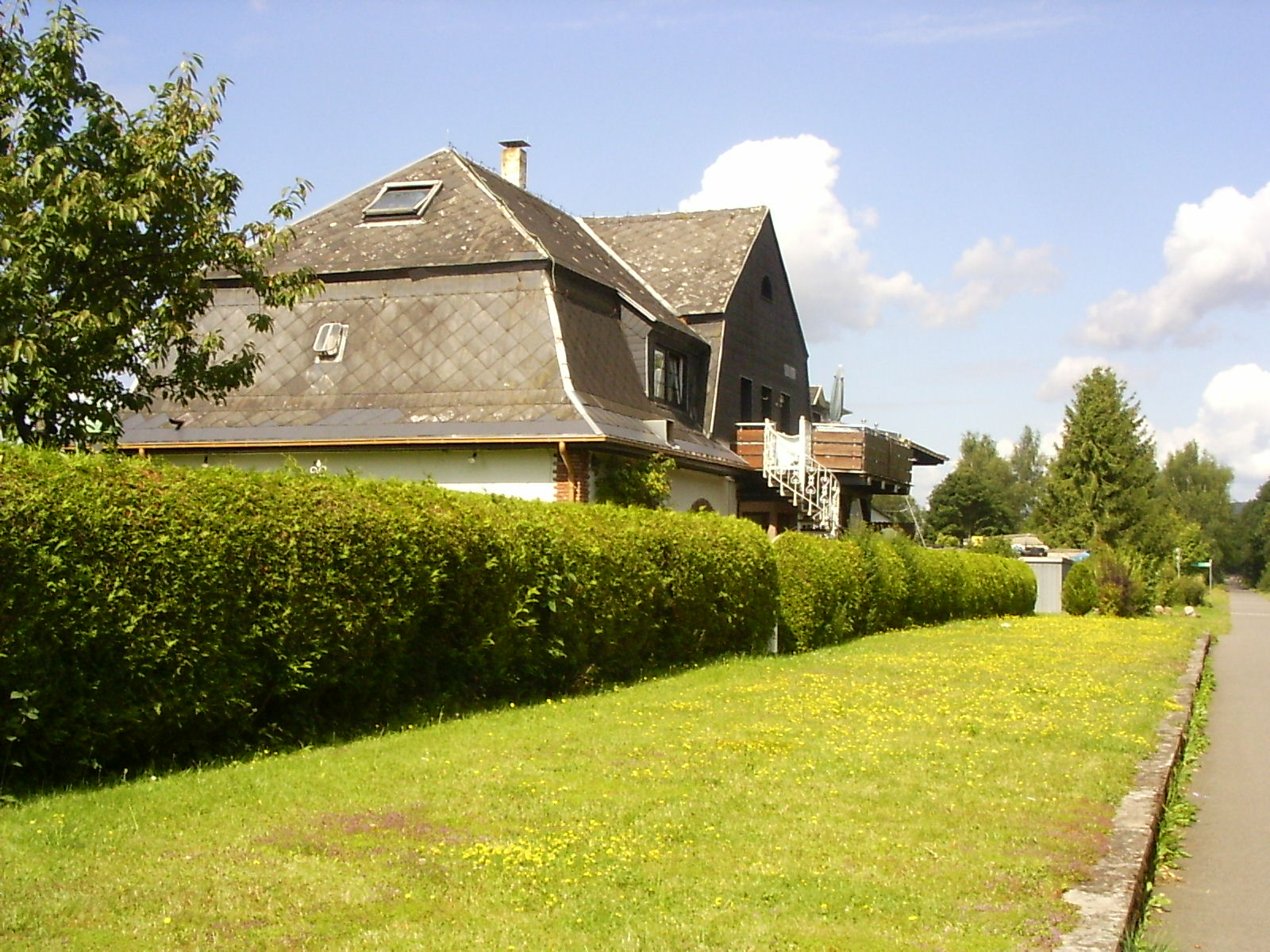